# عقد 1320 هـ
عقد 1320 هـ هو الفترة بين عام 1320 إلى 1329 في التقويم الهجري، أي العشر سنوات الثالثة من القرن الرابع عشر الهجري.